# Lista över vattendrag i Kanada

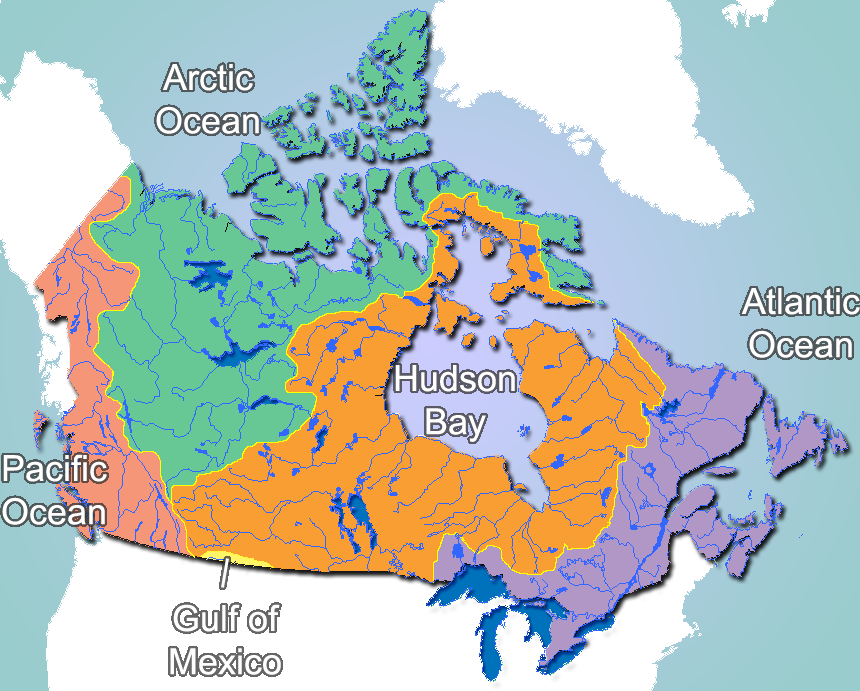
Karta över Kanada uppdelat efter vilket hav vattendragen avrinner till.

Detta är en lista över vattendrag i Kanada som mynnar i havet och där har ett medelvattenflöde på minst 280 m³/s, ordnad medurs från väster. I listan anges det svenska namnet om ett sådant är etablerat, annars det franska namnet (för floder huvudsakligen i Québec) eller det engelska (i övriga Kanada). Namnformerna är om ej annat anges X River på engelska och rivière X på franska. Några större floder (Columbia, Fraser, Yukon, Mackenzie, Nelson, Churchill i Labrador samt Saint Lawrence) betecknas fleuve på franska snarare än rivière.

## Mynnar i Stilla havet
- Columbiafloden (mynnar i Washington)
- Fraserfloden
- Wannock River
- Nass River
- Stikinefloden (mynnar i Alaska)
- Taku River (mynnar i Alaska)
- Yukonfloden (mynnar i Alaska)

## Mynnar i Norra ishavet
- Mackenziefloden
- Back River

## Mynnar i Hudson Bay
- Thelon River
- Seal River
- Churchillfloden
- Nelsonfloden
- Hayesfloden
- Severn River
- Winisk River
- Attawapiskatfloden
- Albanyfloden
- Moose River
- Rivière Harricana
- Rivière Nottaway
- Rivière Broadback
- Rivière Rupert
- Rivière Eastmain
- La Grande Rivière
- Grande rivière de la Baleine/Great Whale River
- Rivière de Puvirnituq
- Rivière Arnaud
- Rivière aux Feuilles/Leaf River
- Koksoakfloden
- Rivière à la Baleine
- Rivière George

## Mynnar i Atlanten
- Naskaupi River
- Churchill River (Labrador)
- Rivière Saint-Augustin
- Rivière du Petit Mécatina/Little Mecatina River
- Rivière Natashquan
- Rivière Romaine
- Saint Lawrencefloden (Fleuve Saint-Laurent/Saint Lawrence River)
- Saint John River/Rivière Saint-Jean